# إلتون نيسبيت
إلتون نيسبيت (بالإنجليزية: Elton Nesbitt)‏ مواليد 26 مارس 1980، هو لاعب كرة سلة أمريكي معتزل. بدأ مسيرته الاحترافية في سنة 2006. يبلغ طوله 5 قدم 9 بوصة (1.8 م). اعتزل اللعب في 2010. لعب مع نادي كريفباس لكرة السلة في الدوري الأوكراني لكرة السلة.

## روابط خارجية
- إلتون نيسبيت على موقع كرة السلة الأوروبية.كوم (الإنجليزية)
- إلتون نيسبيت على موقع كلية كرة السلة في سبورتس رفرنس.كوم (الإنجليزية)
- إلتون نيسبيت على موقع ريلجم (الإنجليزية)
- إلتون نيسبيت على موقع بروبوليرز (الإنجليزية)
- إلتون نيسبيت على موقع سبورتس رفرنس (الإنجليزية)